# Campanula tokurii
Campanula tokurii är en klockväxtart som beskrevs av Ocak. Campanula tokurii ingår i släktet blåklockor, och familjen klockväxter.
Artens utbredningsområde är Turkiet. Inga underarter finns listade i Catalogue of Life.